# یواس‌اس پینتو (ای‌تی-۹۰)
یواس‌اس پینتو (ای‌تی-۹۰) (به انگلیسی: USS Pinto (AT-90)) یک کشتی بود که طول آن ۲۰۵ فوت (۶۲ متر) بود. این کشتی در سال ۱۹۴۳ ساخته شد.